# Ануфриев, Иван Карпович
Иван Карпович Ануфриев (3 мая 1914, Кузовка, Тульская губерния — 12 мая 1993, Чечеул, Красноярский край) — советский хозяйственный, государственный и политический деятель, Герой Социалистического Труда.

## Биография
Родился в 1914 году в селе Кузовка. Член КПСС с 1941 года.
С 1931 года — на хозяйственной, общественной и политической работе. В 1931—1992 гг. — бухгалтер в Енисейском совхозе Минусинского района, колхозах «Красный партизан» и «Искра Ильича», красноармеец, командир пулемётного взвода, участник боёв с японскими милитаристами в районе озера Хасан, участник Великой Отечественной войны, комиссар отдельной роты ПТР 116-го гвардейского стрелкового полка, на партийной работе в Минусинском, Каратузском, Ачинском районах, инструктор Красноярского крайкома КПСС, директор ордена Трудового Красного Знамени птицесовхоза «Канский» Канского района Красноярского края.
21 января 1966 года представлен на соискание звания Героя Социалистического Труда решением № 27 заседания бюро Красноярского крайкома КПСС. Указом Президиума Верховного Совета СССР от 22 марта 1966 года присвоено звание Героя Социалистического Труда с вручением ордена Ленина и золотой медали «Серп и Молот».
Умер в селе Чечеул в 1993 году.